# Wereldbeker snowboarden 2019/2020
De wereldbeker snowboarden 2019/2020 (officieel: FIS World Cup Snowboard 2019/2020) begon op 24 augustus 2019 in het Nieuw-Zeelandse Cardrona en eindigde op 13 maart 2020 in het Zwitserse Veysonnaz.

## Mannen

### Uitslagen
Legenda
- PGS = Parallelreuzenslalom
- PSL = Parallelslalom
- SBX = Snowboardcross
- HP = Halfpipe
- SBS = Slopestyle
- BA = Big air

| Datum      | Plaats            | Onderdeel | Eerste                                                                     | Tweede                                                                     | Derde                                                                      |
| ---------- | ----------------- | --------- | -------------------------------------------------------------------------- | -------------------------------------------------------------------------- | -------------------------------------------------------------------------- |
| 25/08/2019 | Cardrona          | BA        | Chris Corning                                                              | Redmond Gerard                                                             | Kalle Jarvilehto                                                           |
| 02/11/2019 | Modena            | BA        | Nicolas Laframboise                                                        | Mark McMorris                                                              | Chris Corning                                                              |
| 07/12/2019 | Bannoje           | PSL       | Andreas Prommegger                                                         | Aaron March                                                                | Maurizio Bormolini                                                         |
| 08/12/2019 | Bannoje           | PGS       | Roland Fischnaller                                                         | Mirko Felicetti                                                            | Benjamin Karl                                                              |
| 13/12/2019 | Montafon          | SBX       | Alessandro Hämmerle                                                        | Cameron Bolton                                                             | Omar Visintin                                                              |
| 14/12/2019 | Peking            | BA        | Maxence Parrot                                                             | Sven Thorgren                                                              | Chris Corning                                                              |
| 14/12/2019 | Cortina d'Ampezzo | PGS       | Roland Fischnaller                                                         | Lee Sang-ho                                                                | Igor Sloejev                                                               |
| 14/12/2019 | Copper Mountain   | HP        | Scotty James                                                               | Yuto Totsuka                                                               | Ruka Hirano                                                                |
| 19/12/2019 | Carezza           | PGS       | Afgelast vanwege zachte piste                                              | Afgelast vanwege zachte piste                                              | Afgelast vanwege zachte piste                                              |
| 20/12/2019 | Secret Garden     | HP        | Scotty James                                                               | Yuto Totsuka                                                               | Ruka Hirano                                                                |
| 21/12/2019 | Cervinia          | SBX       | Lorenzo Sommariva                                                          | Emanuel Perathoner                                                         | Merlin Surget                                                              |
| 21/12/2019 | Atlanta           | BA        | Chris Corning                                                              | Nicolas Laframboise                                                        | Ryoma Kimata                                                               |
| 04/01/2020 | Düsseldorf        | BA        | Afgelast vanwege programmeringsconflict met voetbalclub Fortuna Düsseldorf | Afgelast vanwege programmeringsconflict met voetbalclub Fortuna Düsseldorf | Afgelast vanwege programmeringsconflict met voetbalclub Fortuna Düsseldorf |
| 11/01/2020 | Scuol             | PGS       | Andrej Sobolev                                                             | Benjamin Karl                                                              | Dario Caviezel Oskar Kwiatkowski                                           |
| 14/01/2020 | Bad Gastein       | PSL       | Daniele Bagozza                                                            | Maurizio Bormolini                                                         | Stefan Baumeister                                                          |
| 15/01/2020 | Laax              | SBS       | Sebastien Toutant                                                          | Redmond Gerard                                                             | Justus Henkes                                                              |
| 18/01/2020 | Laax              | HP        | Scotty James                                                               | Yuto Totsuka                                                               | Taylor Gold                                                                |
| 18/01/2020 | Rogla             | PGS       | Edwin Coratti                                                              | Roland Fischnaller                                                         | Vic Wild                                                                   |
| 23/01/2020 | Seiser Alm        | SBS       | Vlad Chadarin                                                              | Ruki Tobita                                                                | Hiroaki Kunitake                                                           |
| 25/01/2020 | Piancavallo       | PSL       | Andreas Prommegger                                                         | Roland Fischnaller                                                         | Stefan Baumeister                                                          |
| 25/01/2020 | Big White         | SBX       | Omar Visintin                                                              | Eliot Grondin                                                              | Alex Deibold                                                               |
| 26/01/2020 | Big White         | SBX       | Lorenzo Sommariva                                                          | Jakob Dusek                                                                | Senna Leith                                                                |
| 31/01/2020 | Mammoth Mountain  | HP        | Yuto Totsuka                                                               | Taylor Gold                                                                | Ruka Hirano                                                                |
| 01/02/2020 | Mammoth Mountain  | SBS       | Dusty Henricksen                                                           | Ryoma Kimata                                                               | Justus Henkes                                                              |
| 01/02/2020 | Feldberg          | SBX       | Afgelast vanwege beperkte sneeuw                                           | Afgelast vanwege beperkte sneeuw                                           | Afgelast vanwege beperkte sneeuw                                           |
| 13/02/2020 | Lackenhof         | PSL       | Afgelast vanwege beperkte sneeuw                                           | Afgelast vanwege beperkte sneeuw                                           | Afgelast vanwege beperkte sneeuw                                           |
| 14/02/2020 | Calgary           | HP        | Ruka Hirano                                                                | Scotty James                                                               | Patrick Burgener                                                           |
| 16/02/2020 | Calgary           | SBS       | Tiarn Collins                                                              | Ruki Tobita                                                                | Liam Brearley                                                              |
| 22/02/2020 | Pyeongchang       | PGS       | Roland Fischnaller                                                         | Dmitri Loginov                                                             | Andrej Sobolev                                                             |
| 29/02/2020 | Blue Mountain     | PGS       | Benjamin Karl                                                              | Mirko Felicetti                                                            | Andrej Sobolev                                                             |
| 01/03/2020 | Blue Mountain     | PGS       | Dmitri Loginov                                                             | Stefan Baumeister                                                          | Edwin Coratti                                                              |
| 07/03/2020 | Sierra Nevada     | SBX       | Lucas Eguibar                                                              | Alessandro Hämmerle                                                        | Paul Berg                                                                  |
| 14/03/2020 | Winterberg        | PSL       | Afgelast vanwege beperkte sneeuw                                           | Afgelast vanwege beperkte sneeuw                                           | Afgelast vanwege beperkte sneeuw                                           |
| 15/03/2020 | Veysonnaz         | SBX       | Alessandro Hämmerle                                                        | Omar Visintin                                                              | Adam Dickson                                                               |
| 21/03/2020 | Špindlerův Mlýn   | SBS       | Afgelast vanwege coronavirus                                               | Afgelast vanwege coronavirus                                               | Afgelast vanwege coronavirus                                               |

### Eindstanden
| Parallel (PSL/PGS) | Parallel (PSL/PGS) | Parallel (PSL/PGS) | Parallel (PSL/PGS) |
| #                  | Naam               | Land               | Punten             |
| ------------------ | ------------------ | ------------------ | ------------------ |
| 1                  | Roland Fischnaller | ITA                | 6650               |
| 2                  | Stefan Baumeister  | GER                | 4165               |
| 3                  | Dmitri Loginov     | RUS                | 3832               |
| 4                  | Andrej Sobolev     | RUS                | 3632               |
| 5                  | Benjamin Karl      | AUT                | 3596               |
| 6                  | Andreas Prommegger | AUT                | 3580               |
| 7                  | Mirko Felicetti    | ITA                | 3550               |
| 8                  | Edwin Coratti      | ITA                | 3380               |
| 9                  | Daniele Bagozza    | ITA                | 2965               |
| 10                 | Alexander Payer    | AUT                | 2680               |

| Freestyle (BA/HP/SBS) | Freestyle (BA/HP/SBS) | Freestyle (BA/HP/SBS) | Freestyle (BA/HP/SBS) |
| #                     | Naam                  | Land                  | Punten                |
| --------------------- | --------------------- | --------------------- | --------------------- |
| 1                     | Scotty James          | AUS                   | 3800                  |
| 2                     | Yuto Totsuka          | JPN                   | 3400                  |
| 3                     | Chris Corning         | USA                   | 3250                  |
| 4                     | Ruka Hirano           | JPN                   | 2800                  |
| 5                     | Ryoma Kimata          | JPN                   | 2800                  |
| 6                     | Nicolas Laframboise   | CAN                   | 2616                  |
| 7                     | Ruki Tobita           | JPN                   | 2506                  |
| 8                     | Justus Henkes         | USA                   | 2221                  |
| 9                     | Andre Höflich         | GER                   | 1970                  |
| 10                    | Redmond Gerard        | USA                   | 1880                  |

| Slopestyle (SBS) | Slopestyle (SBS)  | Slopestyle (SBS) | Slopestyle (SBS) |
| #                | Naam              | Land             | Punten           |
| ---------------- | ----------------- | ---------------- | ---------------- |
| 1                | Ruki Tobita       | JPN              | 1616             |
| 2                | Tiarn Collins     | NZL              | 1340             |
| 3                | Dusty Henricksen  | USA              | 1290             |
| 4                | Justus Henkes     | USA              | 1226             |
| 5                | Vlad Chadarin     | RUS              | 1096             |
| 6                | Sebastien Toutant | CAN              | 1000             |
| 7                | Ryoma Kimata      | JPN              | 980              |
| 8                | Hiroaki Kunitake  | JPN              | 898              |
| 9                | Sean Fitzsimons   | USA              | 880              |
| 10               | Nicolas Huber     | SUI              | 860              |

| Parallelslalom (PSL) | Parallelslalom (PSL) | Parallelslalom (PSL) | Parallelslalom (PSL) |
| #                    | Naam                 | Land                 | Punten               |
| -------------------- | -------------------- | -------------------- | -------------------- |
| 1                    | Andreas Prommegger   | AUT                  | 2260                 |
| 2                    | Roland Fischnaller   | ITA                  | 1750                 |
| 3                    | Stefan Baumeister    | GER                  | 1600                 |
| 4                    | Daniele Bagozza      | ITA                  | 1580                 |
| 5                    | Maurizio Bormolini   | ITA                  | 1510                 |
| 6                    | Aaron March          | ITA                  | 1130                 |
| 7                    | Dmitri Loginov       | RUS                  | 950                  |
| 8                    | Alexander Payer      | AUT                  | 940                  |
| 9                    | Andrej Sobolev       | RUS                  | 820                  |
| 10                   | Mirko Felicetti      | ITA                  | 740                  |

| Big Air (BA) | Big Air (BA)        | Big Air (BA) | Big Air (BA) |
| #            | Naam                | Land         | Punten       |
| ------------ | ------------------- | ------------ | ------------ |
| 1            | Chris Corning       | USA          | 3200         |
| 2            | Nicolas Laframboise | CAN          | 2300         |
| 3            | Ryoma Kimata        | JPN          | 1820         |
| 4            | Kalle Jarvilehto    | FIN          | 1220         |
| 5            | Sven Thorgren       | SWE          | 1120         |
| 6            | Redmond Gerard      | USA          | 1080         |
| 7            | Maxence Parrot      | CAN          | 1000         |
| 8            | Justus Henkes       | USA          | 995          |
| 9            | Ruki Tobita         | JPN          | 890          |
| 10           | Darcy Sharpe        | CAN          | 870          |

| Snowboardcross (SBX) | Snowboardcross (SBX) | Snowboardcross (SBX) | Snowboardcross (SBX) |
| #                    | Naam                 | Land                 | Punten               |
| -------------------- | -------------------- | -------------------- | -------------------- |
| 1                    | Alessandro Hämmerle  | AUT                  | 3960                 |
| 2                    | Lorenzo Sommariva    | ITA                  | 3450                 |
| 3                    | Omar Visintin        | ITA                  | 2930                 |
| 4                    | Lucas Eguibar        | ESP                  | 2430                 |
| 5                    | Jakob Dusek          | AUT                  | 2250                 |
| 6                    | Emanuel Perathoner   | ITA                  | 2220                 |
| 7                    | Eliot Grondin        | CAN                  | 2070                 |
| 8                    | Merlin Surget        | FRA                  | 1784                 |
| 9                    | Paul Berg            | GER                  | 1735                 |
| 10                   | Julian Lüftner       | AUT                  | 1690                 |

| Parallelreuzenslalom (PGS) | Parallelreuzenslalom (PGS) | Parallelreuzenslalom (PGS) | Parallelreuzenslalom (PGS) |
| #                          | Naam                       | Land                       | Punten                     |
| -------------------------- | -------------------------- | -------------------------- | -------------------------- |
| 1                          | Roland Fischnaller         | ITA                        | 4900                       |
| 2                          | Benjamin Karl              | AUT                        | 3380                       |
| 3                          | Dmitri Loginov             | RUS                        | 2882                       |
| 4                          | Andrej Sobolev             | RUS                        | 2812                       |
| 5                          | Mirko Felicetti            | ITA                        | 2810                       |
| 6                          | Edwin Coratti              | ITA                        | 2700                       |
| 7                          | Stefan Baumeister          | GER                        | 2565                       |
| 8                          | Igor Sloejev               | RUS                        | 1889                       |
| 9                          | Alexander Payer            | AUT                        | 1740                       |
| 10                         | Lee Sang-ho                | KOR                        | 1640                       |

| Halfpipe (HP) | Halfpipe (HP)     | Halfpipe (HP) | Halfpipe (HP) |
| #             | Naam              | Land          | Punten        |
| ------------- | ----------------- | ------------- | ------------- |
| 1             | Scotty James      | AUS           | 3800          |
| 2             | Yuto Totsuka      | JPN           | 3400          |
| 3             | Ruka Hirano       | JPN           | 2800          |
| 4             | Jan Scherrer      | SUI           | 1810          |
| 5             | Andre Höflich     | GER           | 1750          |
| 6             | Patrick Burgener  | SUI           | 1690          |
| 7             | Taylor Gold       | USA           | 1560          |
| 8             | Chase Blackwell   | USA           | 1430          |
| 9             | David Hablützel   | SUI           | 1320          |
| 10            | Ryan Wachendorfer | USA           | 1220          |

## Vrouwen

### Uitslagen
Legenda
- PGS = Parallelreuzenslalom
- PSL = Parallelslalom
- SBX = Snowboardcross
- HP = Halfpipe
- SBS = Slopestyle
- BA = Big air

| Datum      | Plaats            | Onderdeel | Eerste                                                                     | Tweede                                                                     | Derde                                                                      |
| ---------- | ----------------- | --------- | -------------------------------------------------------------------------- | -------------------------------------------------------------------------- | -------------------------------------------------------------------------- |
| 25/08/2019 | Cardrona          | BA        | Enni Rukajärvi                                                             | Katie Ormerod                                                              | Silje Norendal                                                             |
| 02/11/2019 | Modena            | BA        | Reira Iwabuchi                                                             | Brooke Voigt                                                               | Anna Gasser                                                                |
| 07/12/2019 | Bannoje           | PSL       | Julie Zogg                                                                 | Selina Jörg                                                                | Ladina Jenny                                                               |
| 08/12/2019 | Bannoje           | PGS       | Ramona Theresia Hofmeister                                                 | Ladina Jenny                                                               | Claudia Riegler                                                            |
| 13/12/2019 | Montafon          | SBX       | Eva Samková                                                                | Michela Moioli                                                             | Belle Brockhoff                                                            |
| 14/12/2019 | Peking            | BA        | Miyabi Onitsuka                                                            | Anna Gasser                                                                | Laurie Blouin                                                              |
| 14/12/2019 | Cortina d'Ampezzo | PGS       | Ramona Theresia Hofmeister                                                 | Selina Jörg                                                                | Claudia Riegler                                                            |
| 14/12/2019 | Copper Mountain   | HP        | Queralt Castellet                                                          | Liu Jiayu                                                                  | Maddie Mastro                                                              |
| 19/12/2019 | Carezza           | PGS       | Afgelast vanwege zachte piste                                              | Afgelast vanwege zachte piste                                              | Afgelast vanwege zachte piste                                              |
| 20/12/2019 | Secret Garden     | HP        | Liu Jiayu                                                                  | Cai Xuetong                                                                | Maddie Mastro                                                              |
| 21/12/2019 | Cervinia          | SBX       | Michela Moioli                                                             | Chloé Trespeuch                                                            | Sofia Belingheri                                                           |
| 21/12/2019 | Atlanta           | BA        | Reira Iwabuchi                                                             | Reira Iwabuchi                                                             | Brooke Voigt                                                               |
| 04/01/2020 | Düsseldorf        | BA        | Afgelast vanwege programmeringsconflict met voetbalclub Fortuna Düsseldorf | Afgelast vanwege programmeringsconflict met voetbalclub Fortuna Düsseldorf | Afgelast vanwege programmeringsconflict met voetbalclub Fortuna Düsseldorf |
| 11/01/2020 | Scuol             | PGS       | Ramona Theresia Hofmeister                                                 | Sofia Nadrysjina                                                           | Milena Bykova                                                              |
| 14/01/2020 | Bad Gastein       | PSL       | Ramona Theresia Hofmeister                                                 | Ester Ledecká                                                              | Julie Zogg                                                                 |
| 17/01/2020 | Laax              | SBS       | Julia Marino                                                               | Reira Iwabuchi                                                             | Katie Ormerod                                                              |
| 18/01/2020 | Laax              | HP        | Queralt Castellet                                                          | Cai Xuetong                                                                | Liu Jiayu                                                                  |
| 18/01/2020 | Rogla             | PGS       | Ester Ledecká                                                              | Ramona Theresia Hofmeister                                                 | Natalja Soboleva                                                           |
| 23/01/2020 | Seiser Alm        | SBS       | Tess Coady                                                                 | Katie Ormerod                                                              | Brooke Voigt                                                               |
| 25/01/2020 | Piancavallo       | PSL       | Julie Zogg                                                                 | Selina Jörg                                                                | Ramona Theresia Hofmeister                                                 |
| 25/01/2020 | Big White         | SBX       | Michela Moioli                                                             | Belle Brockhoff                                                            | Raffaella Brutto                                                           |
| 26/01/2020 | Big White         | SBX       | Belle Brockhoff                                                            | Michela Moioli                                                             | Faye Gulini                                                                |
| 31/01/2020 | Mammoth Mountain  | HP        | Cai Xuetong                                                                | Maddie Mastro                                                              | Liu Jiayu                                                                  |
| 01/02/2020 | Mammoth Mountain  | SBS       | Jamie Anderson                                                             | Laurie Blouin                                                              | Katie Ormerod                                                              |
| 01/02/2020 | Feldberg          | SBX       | Afgelast vanwege beperkte sneeuw                                           | Afgelast vanwege beperkte sneeuw                                           | Afgelast vanwege beperkte sneeuw                                           |
| 13/02/2020 | Lackenhof         | PSL       | Afgelast vanwege beperkte sneeuw                                           | Afgelast vanwege beperkte sneeuw                                           | Afgelast vanwege beperkte sneeuw                                           |
| 14/02/2020 | Calgary           | HP        | Cai Xuetong                                                                | Mitsuki Ono                                                                | Liu Jiayu                                                                  |
| 16/02/2020 | Calgary           | SBS       | Laurie Blouin                                                              | Silje Norendal                                                             | Katie Ormerod                                                              |
| 22/02/2020 | Pyeongchang       | PGS       | Julie Zogg                                                                 | Nadya Ochner                                                               | Ladina Jenny                                                               |
| 29/02/2020 | Blue Mountain     | PGS       | Ramona Theresia Hofmeister                                                 | Selina Jörg                                                                | Daniela Ulbing                                                             |
| 01/03/2020 | Blue Mountain     | PGS       | Ramona Theresia Hofmeister                                                 | Sofia Nadyrsjina                                                           | Selina Jörg                                                                |
| 07/03/2020 | Sierra Nevada     | SBX       | Chloé Trespeuch                                                            | Michela Moioli                                                             | Belle Brockhoff                                                            |
| 14/03/2020 | Winterberg        | PSL       | Afgelast vanwege beperkte sneeuw                                           | Afgelast vanwege beperkte sneeuw                                           | Afgelast vanwege beperkte sneeuw                                           |
| 15/03/2020 | Veysonnaz         | SBX       | Michela Moioli                                                             | Chloé Trespeuch                                                            | Belle Brockhoff                                                            |
| 21/03/2020 | Špindlerův Mlýn   | SBS       | Afgelast vanwege coronavirus                                               | Afgelast vanwege coronavirus                                               | Afgelast vanwege coronavirus                                               |

### Eindstanden
| Parallel (PSL/PGS) | Parallel (PSL/PGS)  | Parallel (PSL/PGS) | Parallel (PSL/PGS) |
| #                  | Naam                | Land               | Punten             |
| ------------------ | ------------------- | ------------------ | ------------------ |
| 1                  | Ramona Hofmeister   | GER                | 8260               |
| 2                  | Julie Zogg          | SUI                | 5660               |
| 3                  | Selina Jörg         | GER                | 4930               |
| 4                  | Ladina Jenny        | SUI                | 4570               |
| 5                  | Daniela Ulbing      | AUT                | 3296               |
| 6                  | Claudia Riegler     | AUT                | 3032               |
| 7                  | Milena Bykova       | RUS                | 2895               |
| 8                  | Carolin Langenhorst | GER                | 2750               |
| 9                  | Sofia Nadyrsjina    | RUS                | 2704               |
| 10                 | Natalja Soboleva    | RUS                | 2695               |

| Freestyle (BA/HP/SBS) | Freestyle (BA/HP/SBS) | Freestyle (BA/HP/SBS) | Freestyle (BA/HP/SBS) |
| #                     | Naam                  | Land                  | Punten                |
| --------------------- | --------------------- | --------------------- | --------------------- |
| 1                     | Cai Xuetong           | CHN                   | 4000                  |
| 2                     | Katie Ormerod         | GBR                   | 3760                  |
| 3                     | Reira Iwabuchi        | JPN                   | 3700                  |
| 4                     | Liu Jiayu             | CHN                   | 3600                  |
| 5                     | Laurie Blouin         | CAN                   | 3250                  |
| 6                     | Queralt Castellet     | ESP                   | 3090                  |
| 7                     | Brooke Voigt          | CAN                   | 2870                  |
| 8                     | Maddie Mastro         | USA                   | 2720                  |
| 9                     | Loranne Smans         | BEL                   | 2090                  |
| 10                    | Jamie Anderson        | USA                   | 1920                  |

| Slopestyle (SBS) | Slopestyle (SBS) | Slopestyle (SBS) | Slopestyle (SBS) |
| #                | Naam             | Land             | Punten           |
| ---------------- | ---------------- | ---------------- | ---------------- |
| 1                | Katie Ormerod    | GBR              | 2600             |
| 2                | Laurie Blouin    | CAN              | 2200             |
| 3                | Brooke Voigt     | CAN              | 1250             |
| 4                | Hanne Eilertsen  | NOR              | 1240             |
| 5                | Loranne Smans    | BEL              | 1100             |
| 6                | Sommer Gendron   | CAN              | 1080             |
| 7                | Lucile Lefevre   | FRA              | 1020             |
| 8                | Tess Coady       | AUS              | 1000             |
| 8                | Julia Marino     | USA              | 1000             |
| 8                | Jamie Anderson   | USA              | 1000             |

| Parallelslalom (PSL) | Parallelslalom (PSL) | Parallelslalom (PSL) | Parallelslalom (PSL) |
| #                    | Naam                 | Land                 | Punten               |
| -------------------- | -------------------- | -------------------- | -------------------- |
| 1                    | Julie Zogg           | SUI                  | 2600                 |
| 2                    | Ramona Hofmeister    | GER                  | 1960                 |
| 3                    | Selina Jörg          | GER                  | 1740                 |
| 4                    | Ladina Jenny         | SUI                  | 1500                 |
| 5                    | Daniela Ulbing       | AUT                  | 1310                 |
| 6                    | Patrizia Kummer      | SUI                  | 910                  |
| 7                    | Carolin Langenhorst  | GER                  | 840                  |
| 8                    | Ester Ledecká        | CZE                  | 800                  |
| 9                    | Claudia Riegler      | AUT                  | 742                  |
| 10                   | Jelizaveta Salichova | RUS                  | 700                  |

| Big Air (BA) | Big Air (BA)     | Big Air (BA) | Big Air (BA) |
| #            | Naam             | Land         | Punten       |
| ------------ | ---------------- | ------------ | ------------ |
| 1            | Reira Iwabuchi   | JPN          | 2900         |
| 2            | Brooke Voigt     | CAN          | 1620         |
| 3            | Miyabi Onitsuka  | JPN          | 1580         |
| 4            | Katie Ormerod    | GBR          | 1510         |
| 5            | Anna Gasser      | AUT          | 1400         |
| 6            | Enni Rukajärvi   | FIN          | 1260         |
| 7            | Kokomo Murase    | JPN          | 1250         |
| 8            | Šárka Pančochová | CZE          | 1140         |
| 9            | Loranne Smans    | BEL          | 1140         |
| 10           | Laurie Blouin    | CAN          | 1050         |

| Snowboardcross (SBX) | Snowboardcross (SBX) | Snowboardcross (SBX) | Snowboardcross (SBX) |
| #                    | Naam                 | Land                 | Punten               |
| -------------------- | -------------------- | -------------------- | -------------------- |
| 1                    | Michela Moioli       | ITA                  | 5400                 |
| 2                    | Belle Brockhoff      | AUS                  | 4100                 |
| 3                    | Chloé Trespeuch      | FRA                  | 3340                 |
| 4                    | Eva Samková          | CZE                  | 3210                 |
| 5                    | Faye Gulini          | USA                  | 2030                 |
| 6                    | Sofia Belingheri     | ITA                  | 1840                 |
| 7                    | Raffaella Brutto     | ITA                  | 1780                 |
| 8                    | Sina Siegenthaler    | SUI                  | 1580                 |
| 9                    | Charlotte Bankes     | GBR                  | 1560                 |
| 10                   | Lara Casanova        | SUI                  | 1490                 |

| Parallelreuzenslalom (PGS) | Parallelreuzenslalom (PGS) | Parallelreuzenslalom (PGS) | Parallelreuzenslalom (PGS) |
| #                          | Naam                       | Land                       | Punten                     |
| -------------------------- | -------------------------- | -------------------------- | -------------------------- |
| 1                          | Ramona Hofmeister          | GER                        | 6300                       |
| 2                          | Selina Jörg                | GER                        | 3190                       |
| 3                          | Ladina Jenny               | SUI                        | 3070                       |
| 4                          | Julie Zogg                 | SUI                        | 3060                       |
| 5                          | Sofia Nadyrsjina           | RUS                        | 2660                       |
| 6                          | Milena Bykova              | RUS                        | 2315                       |
| 7                          | Claudia Riegler            | AUT                        | 2290                       |
| 8                          | Natalja Soboleva           | RUS                        | 2140                       |
| 9                          | Nadya Ochner               | ITA                        | 2016                       |
| 10                         | Daniela Ulbing             | AUT                        | 1986                       |

| Halfpipe (HP) | Halfpipe (HP)     | Halfpipe (HP) | Halfpipe (HP) |
| #             | Naam              | Land          | Punten        |
| ------------- | ----------------- | ------------- | ------------- |
| 1             | Cai Xuetong       | CHN           | 3600          |
| 2             | Liu Jiayu         | CHN           | 3000          |
| 3             | Queralt Castellet | ESP           | 2850          |
| 4             | Maddie Mastro     | USA           | 2500          |
| 5             | Wu Shaotong       | CHN           | 1740          |
| 6             | Mitsuki Ono       | JPN           | 1730          |
| 7             | Kurumi Imai       | JPN           | 1620          |
| 8             | Verena Rohrer     | SUI           | 1500          |
| 9             | Haruna Matsumoto  | JPN           | 1440          |
| 10            | Ruki Tomita       | JPN           | 1370          |

## Gemengd

### Uitslagen
Legenda
- PRT = Parallelteam
- BXT = Snowboardcrossteam

| Datum      | Plaats      | Onderdeel | Eerste                                                   | Tweede                                          | Derde                                           |
| ---------- | ----------- | --------- | -------------------------------------------------------- | ----------------------------------------------- | ----------------------------------------------- |
| 15/01/2020 | Bad Gastein | PRT       | Duitsland I Ramona Theresia Hofmeister Stefan Baumeister | Oostenrijk I Claudia Riegler Andreas Prommegger | Zwitserland I Julie Zogg Dario Caviezel         |
| 26/01/2020 | Piancavallo | PRT       | Duitsland I Ramona Theresia Hofmeister Stefan Baumeister | Italië I Nadya Ochner Daniele Bagozza           | Oostenrijk I Claudia Riegler Andreas Prommegger |
| 02/02/2020 | Feldberg    | BXT       | Afgelast vanwege beperkte sneeuw                         | Afgelast vanwege beperkte sneeuw                | Afgelast vanwege beperkte sneeuw                |
| 13/02/2020 | Lackenhof   | PRT       | Afgelast vanwege beperkte sneeuw                         | Afgelast vanwege beperkte sneeuw                | Afgelast vanwege beperkte sneeuw                |
| 15/03/2020 | Winterberg  | PRT       | Afgelast vanwege beperkte sneeuw                         | Afgelast vanwege beperkte sneeuw                | Afgelast vanwege beperkte sneeuw                |

### Eindstanden
| Parallelteam (PRT) | Parallelteam (PRT) | Parallelteam (PRT) | Parallelteam (PRT) |
| #                  | Land               | Punten             |                    |
| ------------------ | ------------------ | ------------------ | ------------------ |
| 1                  | Duitsland I        | 2000               |                    |
| 2                  | Oostenrijk I       | 1400               |                    |
| 3                  | Italië I           | 1300               |                    |
| 4                  | Zwitserland I      | 1050               |                    |
| 5                  | Rusland I          | 790                |                    |
| 6                  | Zwitserland II     | 770                |                    |
| 7                  | Oostenrijk III     | 760                |                    |
| 8                  | Duitsland II       | 600                |                    |
| 9                  | Canada II          | 500                |                    |
| 10                 | Polen I            | 490                |                    |

## Uitzendrechten
- Canada: CBC Sports[7]
- Duitsland: ARD/ZDF[8]
- Finland: Yle
- Nederland: Eurosport en Ziggo Sport
- Noorwegen: NRK
- Zweden: SVT[9][10]
- Zwitserland: SRG SSR[11]